# Đội tuyển bóng đá quốc gia Kenya
Đội tuyển bóng đá quốc gia Kenya (tiếng Anh: Kenya national football team) là đội tuyển cấp quốc gia của Kenya do Liên đoàn bóng đá Kenya quản lý.
Thành tích tốt nhất của đội cho đến nay là tấm huy chương bạc của đại hội Thể thao toàn Phi 1987. Đội đã 6 lần tham dự Cúp bóng đá châu Phi là vào các năm 1972, 1988, 1990, 1992, 2004 và 2019, tuy nhiên đều không vượt qua được vòng bảng.

## Danh hiệu
- Vô địch Cúp CECAFA:

Vô địch: 1975, 1981, 1982, 1983, 2002, 2013
Á quân: 1979, 1985, 1991, 1999; 2008; 2012
Hạng ba: 1973; 1976; 1978; 1988; 1989; 1994; 1995; 2003
- Bóng đá nam tại African Games:

 1987

## Thành tích tại giải vô địch thế giới
- 1930 đến 1970 - Không tham dự
- 1974 đến 2022 - Không vượt qua vòng loại

## Cúp bóng đá châu Phi
Kenya đã 6 lần tham dự vòng chung kết Cúp bóng đá châu Phi, tuy nhiên đều không vượt qua được vòng bảng.
| Cúp bóng đá châu Phi | Cúp bóng đá châu Phi | Cúp bóng đá châu Phi | Cúp bóng đá châu Phi | Cúp bóng đá châu Phi | Cúp bóng đá châu Phi | Cúp bóng đá châu Phi | Cúp bóng đá châu Phi | Cúp bóng đá châu Phi | Cúp bóng đá châu Phi |
| Vòng chung kết: 5    | Vòng chung kết: 5    | Vòng chung kết: 5    | Vòng chung kết: 5    | Vòng chung kết: 5    | Vòng chung kết: 5    | Vòng chung kết: 5    | Vòng chung kết: 5    | Vòng chung kết: 5    | Vòng chung kết: 5    |
| Năm                  | Thành tích           | Thứ hạng1            | Số trận              | Thắng                | Hòa2                 | Thua                 | Bàn thắng            | Bàn thua             |                      |
| -------------------- | -------------------- | -------------------- | -------------------- | -------------------- | -------------------- | -------------------- | -------------------- | -------------------- | -------------------- |
| 1957 đến 1959        | Không tham dự        | Không tham dự        | Không tham dự        | Không tham dự        | Không tham dự        | Không tham dự        | Không tham dự        | Không tham dự        |                      |
| 1962                 | Vòng loại            | Vòng loại            | Vòng loại            | Vòng loại            | Vòng loại            | Vòng loại            | Vòng loại            | Vòng loại            |                      |
| 1963                 | Bỏ cuộc              | Bỏ cuộc              | Bỏ cuộc              | Bỏ cuộc              | Bỏ cuộc              | Bỏ cuộc              | Bỏ cuộc              | Bỏ cuộc              |                      |
| 1965 đến 1970        | Vòng loại            | Vòng loại            | Vòng loại            | Vòng loại            | Vòng loại            | Vòng loại            | Vòng loại            | Vòng loại            |                      |
| 1972                 | Vòng 1               | 5 / 8                | 3                    | 0                    | 2                    | 1                    | 3                    | 4                    |                      |
| 1974 đến 1982        | Vòng loại            | Vòng loại            | Vòng loại            | Vòng loại            | Vòng loại            | Vòng loại            | Vòng loại            | Vòng loại            |                      |
| 1984                 | Không tham dự        | Không tham dự        | Không tham dự        | Không tham dự        | Không tham dự        | Không tham dự        | Không tham dự        | Không tham dự        |                      |
| 1986                 | Vòng loại            | Vòng loại            | Vòng loại            | Vòng loại            | Vòng loại            | Vòng loại            | Vòng loại            | Vòng loại            |                      |
| 1988                 | Vòng 1               | 8 / 8                | 3                    | 0                    | 1                    | 2                    | 0                    | 6                    |                      |
| 1990                 | Vòng 1               | 7 / 8                | 3                    | 0                    | 1                    | 2                    | 0                    | 3                    |                      |
| 1992                 | Vòng 1               | 12 / 12              | 2                    | 0                    | 0                    | 2                    | 1                    | 5                    |                      |
| 1994                 | Vòng loại            | Vòng loại            | Vòng loại            | Vòng loại            | Vòng loại            | Vòng loại            | Vòng loại            | Vòng loại            |                      |
| 1996                 | Bỏ cuộc              | Bỏ cuộc              | Bỏ cuộc              | Bỏ cuộc              | Bỏ cuộc              | Bỏ cuộc              | Bỏ cuộc              | Bỏ cuộc              |                      |
| 1998 đến 2002        | Vòng loại            | Vòng loại            | Vòng loại            | Vòng loại            | Vòng loại            | Vòng loại            | Vòng loại            | Vòng loại            |                      |
| 2004                 | Vòng 1               | 13 / 16              | 3                    | 1                    | 0                    | 2                    | 4                    | 6                    |                      |
| 2006 đến 2017        | Vòng loại            | Vòng loại            | Vòng loại            | Vòng loại            | Vòng loại            | Vòng loại            | Vòng loại            | Vòng loại            |                      |
| 2019                 | Vòng 1               | 17 / 24              | 3                    | 1                    | 0                    | 2                    | 3                    | 7                    |                      |
| 2021                 | Vòng loại            | Vòng loại            | Vòng loại            | Vòng loại            | Vòng loại            | Vòng loại            | Vòng loại            | Vòng loại            |                      |
| 2023                 | Bỏ cuộc              | Bỏ cuộc              | Bỏ cuộc              | Bỏ cuộc              | Bỏ cuộc              | Bỏ cuộc              | Bỏ cuộc              | Bỏ cuộc              |                      |
| 2025                 | Chưa xác định        | Chưa xác định        | Chưa xác định        | Chưa xác định        | Chưa xác định        | Chưa xác định        | Chưa xác định        | Chưa xác định        |                      |
| 2027                 | Đồng chủ nhà         | Đồng chủ nhà         | Đồng chủ nhà         | Đồng chủ nhà         | Đồng chủ nhà         | Đồng chủ nhà         | Đồng chủ nhà         | Đồng chủ nhà         |                      |
| Tổng cộng            | 6 lần vòng 1         | 6 lần vòng 1         | 17                   | 2                    | 4                    | 11                   | 11                   | 31                   |                      |

- ^1 Thứ hạng ngoài bốn hạng đầu (không chính thức) dựa trên so sánh thành tích giữa những đội tuyển vào cùng vòng đấu
- ^2 Tính cả những trận hoà ở vòng đấu loại trực tiếp phải giải quyết bằng sút luân lưu
- ^3 Do đặc thù châu Phi, có những lúc tình hình chính trị hoặc kinh tế quốc gia bất ổn nên các đội bóng bỏ cuộc. Những trường hợp không ghi chú thêm là bỏ cuộc ở vòng loại

## Cầu thủ

### Đội hình hiện tại
23 cầu thủ dưới đây được triệu tập tham dự vòng loại World Cup 2022 gặp Uganda và Rwanda vào tháng 11 năm 2021.
| Số | VT | Cầu thủ            | Ngày sinh (tuổi)  | Trận | Bàn | Câu lạc bộ         |
| -- | -- | ------------------ | ----------------- | ---- | --- | ------------------ |
|    | TM | Ian Otieno         | 9 tháng 8, 1993   | 10   | 0   | Zesco United       |
|    | TM | James Saruni       | 24 tháng 11, 1985 | 2    | 0   | Ulinzi Stars       |
|    | TM | Brian Bwire        | 19 tháng 6, 2000  | 1    | 0   | Tusker             |
|    |    |                    |                   |      |     |                    |
|    | HV | Musa Mohammed      | 6 tháng 6, 1991   | 44   | 0   | Lusaka Dynamos     |
|    | HV | Aboud Omar         | 9 tháng 9, 1992   | 40   | 0   | AEL                |
|    | HV | David Ochieng      | 7 tháng 10, 1992  | 35   | 2   | Mathare United     |
|    | HV | Eric Ouma          | 27 tháng 9, 1995  | 34   | 0   | AIK                |
|    | HV | Joseph Okumu       | 26 tháng 5, 1997  | 15   | 0   | KAA Gent           |
|    | HV | Johnstone Omurwa   | 8 tháng 8, 1998   | 11   | 0   | Wazito             |
|    |    |                    |                   |      |     |                    |
|    | TV | Teddy Akumu        | 20 tháng 10, 1992 | 45   | 0   | Kaizer Chiefs      |
|    | TV | Clifton Miheso     | 5 tháng 2, 1993   | 43   | 7   | Gor Mahia          |
|    | TV | Eric Johana Omondi | 18 tháng 8, 1994  | 36   | 4   | Jönköping          |
|    | TV | Kenneth Muguna     | 6 tháng 1, 1996   | 24   | 2   | Azam               |
|    | TV | Hassan Abdallah    | 6 tháng 7, 1996   | 16   | 6   | Bandari            |
|    | TV | Samuel Onyango     | 30 tháng 11, 1994 | 13   | 0   | Gor Mahia          |
|    | TV | Duke Abuya         | 23 tháng 3, 1994  | 8    | 0   | Nkana              |
|    | TV | Cliff Nyakeya      | 11 tháng 1, 1995  | 8    | 2   | Al Masry           |
|    | TV | Richard Odada      | 25 tháng 11, 2000 | 4    | 0   | Metalac            |
|    | TV | Anthony Wambani    | 7 tháng 8, 1999   | 3    | 0   | Vasalunds          |
|    | TV | Amos Nondi         | 10 tháng 2, 1999  | 0    | 0   | Dila Gori          |
|    | TV | Timothy Ouma       | 1 tháng 5, 2001   | 0    | 0   | Nairobi City Stars |
|    | TV | Alwyn Tera         | 18 tháng 1, 1997  | 0    | 0   | Ararat-Armenia     |
|    |    |                    |                   |      |     |                    |
|    | TĐ | Michael Olunga     | 26 tháng 3, 1994  | 44   | 19  | Al-Duhail          |
|    | TĐ | Ismael Dunga       | 24 tháng 2, 1993  | 0    | 0   | Sagan Tosu         |

### Triệu tập gần đây
| Vt | Cầu thủ              | Ngày sinh (tuổi)  | Số trận | Bt | Câu lạc bộ                   | Lần cuối triệu tập          |
| -- | -------------------- | ----------------- | ------- | -- | ---------------------------- | --------------------------- |
| TM | Farouk Shikhalo      | 12 tháng 10, 1996 | 0       | 0  | KMC                          | v. Mali, 10 October 2021    |
| TM | Joseph Okoth         | 3 tháng 12, 1993  | 0       | 0  | KCB                          | v. Uganda, 2 September 2021 |
| TM | Sam Adisa            | 3 tháng 12, 1993  | 1       | 0  | Bidco United                 | v. Tanzania, 15 March 2021  |
| TM | Peter Odhiambo       | 23 tháng 12, 1994 | 0       | 0  | Wazito                       | v. Tanzania, 15 March 2021  |
|    |                      |                   |         |    |                              |                             |
| HV | David Owino Odhiambo | 5 tháng 4, 1988   | 66      | 2  | NAPSA Stars                  | v. Mali, 10 October 2021    |
| HV | Joash Onyango        | 31 tháng 1, 1993  | 18      | 0  | Simba                        | v. Mali, 10 October 2021    |
| HV | Daniel Sakari        | 25 tháng 1, 1999  | 11      | 0  | Tusker                       | v. Mali, 10 October 2021    |
| HV | Eugene Asike         | 30 tháng 11, 1993 | 6       | 0  | Tusker                       | v. Mali, 10 October 2021    |
| HV | Bolton Omwenga       | 17 tháng 12, 1996 | 5       | 0  | Kagera Sugar                 | v. Mali, 10 October 2021    |
| HV | David Owino Ambulu   | 20 tháng 7, 1998  | 1       | 0  | KCB                          | v. Mali, 10 October 2021    |
| HV | Haron Shakava        | 26 tháng 11, 1992 | 6       | 1  | Nkana                        | v. Uganda, 2 September 2021 |
| HV | Andrew Juma          | 7 tháng 8, 1997   | 1       | 0  | Gor Mahia                    | v. Uganda, 2 September 2021 |
| HV | Siraj Mohammed       | 4 tháng 12, 1998  | 0       | 0  | Bandari                      | v. Uganda, 2 September 2021 |
| HV | Frank Odhiambo       | 22 tháng 10, 2002 | 0       | 0  | Gor Mahia                    | v. Uganda, 2 September 2021 |
| HV | Nahashon Alembi      | 13 tháng 6, 1995  | 3       | 0  | KCB                          | v. Ai Cập, 25 March 2021    |
| HV | Baraka Badi          | 25 tháng 10, 1998 | 2       | 0  | KCB                          | v. Ai Cập, 25 March 2021    |
| HV | Harun Mwale          | 10 tháng 2, 1995  | 2       | 0  | Ulinzi Stars                 | v. Ai Cập, 25 March 2021    |
| HV | Michael Kibwage      | 1 tháng 10, 1997  | 10      | 0  | Sofapaka                     | v. Tanzania, 15 March 2021  |
| HV | Samuel Olwande       | 12 tháng 4, 1989  | 10      | 0  | Kariobangi Sharks            | v. Tanzania, 15 March 2021  |
| HV | Boniface Onyango     | 4 tháng 1, 1989   | 1       | 0  | Kariobangi Sharks            | v. Tanzania, 15 March 2021  |
|    |                      |                   |         |    |                              |                             |
| TV | Lawrence Juma        | 17 tháng 11, 1992 | 13      | 0  | Sofapaka                     | v. Mali, 10 October 2021    |
| TV | Ismael Athuman       | 1 tháng 2, 1995   | 11      | 0  | Real Murcia                  | v. Mali, 10 October 2021    |
| TV | Boniface Muchiri     | 28 tháng 8, 1996  | 6       | 0  | Tusker                       | v. Mali, 10 October 2021    |
| TV | Philip Mayaka        | 30 tháng 11, 2000 | 0       | 0  | Colorado Springs Switchbacks | v. Mali, 10 October 2021    |
| TV | Eric Zakayo          | 17 tháng 8, 1998  | 0       | 0  | Tusker                       | v. Mali, 10 October 2021    |
| TV | Patilah Omoto        | 2 tháng 3, 1995   | 16      | 0  | Kariobangi Sharks            | v. Uganda, 2 September 2021 |
| TV | Duncan Otieno        | 26 tháng 5, 1994  | 13      | 1  | Lusaka Dynamos               | v. Uganda, 2 September 2021 |
| TV | Jackson Macharia     | 15 tháng 6, 1994  | 1       | 0  | Tusker                       | v. Uganda, 2 September 2021 |
| TV | Enoch Momanyi        |                   | 0       | 0  | Talanta                      | v. Uganda, 2 September 2021 |
| TV | Kevin Kimani         | 12 tháng 6, 1989  | 24      | 0  | Wazito                       | v. Ai Cập, 25 March 2021    |
| TV | Danson Chetambe      | 25 tháng 8, 1995  | 2       | 0  | Bandari                      | v. Ai Cập, 25 March 2021    |
| TV | James Mazembe        | 2 tháng 5, 1998   | 2       | 0  | Kariobangi Sharks            | v. Ai Cập, 25 March 2021    |
| TV | Musa Masika          | 3 tháng 6, 2000   | 5       | 0  | Wazito                       | v. Tanzania, 15 March 2021  |
| TV | John Macharia        | 10 tháng 1, 1999  | 1       | 0  | Gor Mahia                    | v. Tanzania, 15 March 2021  |
| TV | Michael Mutinda      | 27 tháng 12, 1995 | 1       | 0  | KCB                          | v. Tanzania, 15 March 2021  |
| TV | Collins Shichenje    | 19 tháng 9, 2003  | 1       | 0  | AFC Leopards                 | v. Tanzania, 15 March 2021  |
| TV | Oliver Maloba        | 10 tháng 1, 1999  | 0       | 0  | Nairobi City Stars           | v. Tanzania, 15 March 2021  |
| TV | Reagan Otieno        | 23 tháng 10, 1999 | 0       | 0  | KCB                          | v. Tanzania, 15 March 2021  |
|    |                      |                   |         |    |                              |                             |
| TĐ | Erick Kapaito        | 25 tháng 12, 1995 | 3       | 1  | Abra Minch                   | v. Mali, 10 October 2021    |
| TĐ | Henry Meja           | 12 tháng 6, 2001  | 2       | 0  | Tusker                       | v. Mali, 10 October 2021    |
| TĐ | Masoud Juma          | 3 tháng 2, 1996   | 16      | 5  | Difaâ Hassani El Jadidi      | v. Uganda, 2 September 2021 |
| TĐ | Elvis Rupia          | 12 tháng 4, 1995  | 2       | 1  | AFC Leopards                 | v. Uganda, 2 September 2021 |
| TĐ | Benson Omalla        | 16 tháng 10, 2001 | 0       | 0  | Gor Mahia                    | v. Tanzania, 15 March 2021  |